# Google Cloud Platform
Google Cloud Platform (GCP), ofert per Google, és un conjunt de serveis de computació al núvol que s'executa a la mateixa infraestructura que Google utilitza internament per als seus productes d'usuari final, com ara la Cerca de Google, Gmail, Google Drive i YouTube. Juntament amb un conjunt d'eines de gestió, ofereix una sèrie de serveis al núvol modulars que inclouen informàtica, emmagatzematge de dades, anàlisi de dades i aprenentatge automàtic. El registre requereix una targeta de crèdit o les dades del compte bancari.
Google Cloud Platform ofereix infraestructura com a servei, plataforma com a servei i entorns informàtics sense servidor.
L'abril de 2008, Google va anunciar App Engine, una plataforma per desenvolupar i allotjar aplicacions web en centres de dades gestionats per Google, que va ser el primer servei de cloud computing de l'empresa. El servei va estar disponible generalment el novembre de 2011. Des de l'anunci d'App Engine, Google va afegir diversos serveis al núvol a la plataforma.
Google Cloud Platform és una part de Google Cloud, que inclou la infraestructura de núvol públic de Google Cloud Platform, així com Google Workspace (G Suite), versions empresarials d'Android i ChromeOS i interfícies de programació d'aplicacions (API) per a l'aprenentatge automàtic i serveis de mapes empresarials.

## Productes
Google enumera més de 100 productes amb la marca Google Cloud. Alguns dels serveis clau es mostren a continuació:

### Computació
- App Engine - Plataforma com a servei per desplegar aplicacions desenvolupades amb Java, PHP, Node.js, Python, C#, . Llenguatges de programació Net, Ruby i Go.
- Compute Engine: Infraestructura com a servei per executar màquines virtuals Microsoft Windows i Linux.
- Google Kubernetes Engine (GKE) o GKE on-prem s'ofereix com a part de la plataforma Anthos – Contenidors com a servei basat en Kubernetes.
- Funcions al núvol: funciona com a servei per executar codi basat en esdeveniments escrit en Node.js, Java, Python o Go.
- Cloud Run: entorn d'execució de càlcul basat en Knative. S'ofereix com a Cloud Run (totalment gestionat) o com a Cloud Run per a Anthos. Actualment és compatible amb la gestió de GCP, AWS i VMware. xecutar màquines virtuals Microsoft Windows i Linux.
- Google Kubernetes Engine (GKE) o GKE on-prem s'ofereix com a part de la plataforma Anthos – Contenidors com a servei basat en Kubernetes.
- Funcions al núvol: funciona com a servei per executar codi basat en esdeveniments escrit en Node.js, Java, Python o Go.
- Cloud Run: entorn d'execució de càlcul basat en Knative. S'ofereix com a Cloud Run (totalment gestionat) o com a Cloud Run per a Anthos. Actualment és compatible amb la gestió de GCP, AWS i VMware.

### Emmagatzematge i bases de dades
- Emmagatzematge al núvol: emmagatzematge d'objectes amb memòria cau a la vora integrada per emmagatzemar dades no estructurades.
- Cloud SQL – Base de dades com a servei basada en MySQL, PostgreSQL i Microsoft SQL Server.
- Cloud Bigtable: servei de base de dades NoSQL gestionat.
- Cloud Spanner: servei de bases de dades relacionals, escalable horitzontalment i molt coherent.
- Cloud Datastore: base de dades NoSQL per a aplicacions web i mòbils.
- Disc persistent: bloqueja l'emmagatzematge per a màquines virtuals de Compute Engine.
- Cloud Memorystore: magatzem de dades gestionat a la memòria basat en Redis i Memcached.
- SSD local: emmagatzematge de blocs local transitori d'alt rendiment.
- Filestore: emmagatzematge de fitxers d'alt rendiment per als usuaris de Google Cloud.
- AlloyDB: servei de bases de dades PostgreSQL totalment gestionat.

### Dades massives
- BigQuery: magatzem de dades empresarial gestionat i escalable per a l'anàlisi.
- Cloud Dataflow: servei gestionat basat en Apache Beam per al processament de dades en flux i per lots.
- Cloud Data Fusion: un servei ETL gestionat basat en la plataforma d'aplicacions de dades de codi obert Cask.
- Dataproc: plataforma de grans dades per executar treballs Apache Hadoop i Apache Spark.
- Cloud Composer: servei d'orquestració de flux de treball gestionat basat en Apache Airflow.
- Cloud Datalab: eina per a l'exploració, anàlisi, visualització i aprenentatge automàtic de dades. Aquest és un servei Jupyter Notebook totalment gestionat.
- Cloud Dataprep: servei de dades basat en Trifacta per explorar visualment, netejar i preparar dades per analitzar-les.
- Cloud Pub/Sub: servei d'ingestió d'esdeveniments escalable basat en cues de missatges.
- Cloud Data Studio: eina d'intel·ligència empresarial per visualitzar dades mitjançant taulers i informes.
- Looker: plataforma d'intel·ligència empresarial que s'utilitza per oferir valor mitjançant taulers de control en temps real, coneixements integrats i aplicacions personalitzades.

### IA al núvol
- Cloud AutoML: servei per entrenar i desplegar models d'aprenentatge automàtic personalitzats. A partir de setembre de 2018, el servei està en versió beta.
- Cloud TPU: acceleradors utilitzats per Google per entrenar models d'aprenentatge automàtic.
- Cloud Machine Learning Engine: servei gestionat per a la formació i la creació de models d'aprenentatge automàtic basats en marcs convencionals.
- Cloud Talent Solution (anteriorment Cloud Job Discovery): servei basat en les capacitats de cerca i aprenentatge automàtic de Google per a l'ecosistema de reclutament.
- Dialogflow Enterprise: entorn de desenvolupament basat en l'aprenentatge automàtic de Google per crear interfícies de conversa.
- Cloud Natural Language: servei d'anàlisi de text basat en models d'aprenentatge profund de Google.
- Cloud Speech-to-Text: servei de conversió de veu a text basat en l'aprenentatge automàtic.
- Text-to-Speech al núvol: servei de conversióde text a veu basat en l'aprenentatge automàtic.
- Cloud Translation API: servei per traduir dinàmicament entre milers de parells d'idiomes disponibles.
- Cloud Vision API: servei d'anàlisi d'imatges basat en l'aprenentatge automàtic.
- Cloud Video Intelligence: servei d'anàlisi de vídeo basat en l'aprenentatge automàtic.